# Úlcera varicosa
Úlcera varicosa ou úlcera venosa é uma ferida profunda na pele que ocorre quando o sangue não circula de volta ao coração (insuficiência venosa), geralmente afetando as pernas e pés. É o tipo mais comum de úlcera (80% dos casos), sendo um problema muito frequente em idosos, mulheres e entre pessoas com dificuldade de locomoção.

## Causas
Quando as válvulas venosas não funcionam bem, o sangue venoso se acumulam nos tecidos inferiores conforme a gravidade. A insuficiente circulação sanguínea resulta em falta de oxigenação tissular (hipóxia), acumulação de produtos tóxicos provenientes do metabolismo tissular e aumento de pressão venosa distal que causam necrose progressiva dos tecidos.

## Sinais e sintomas

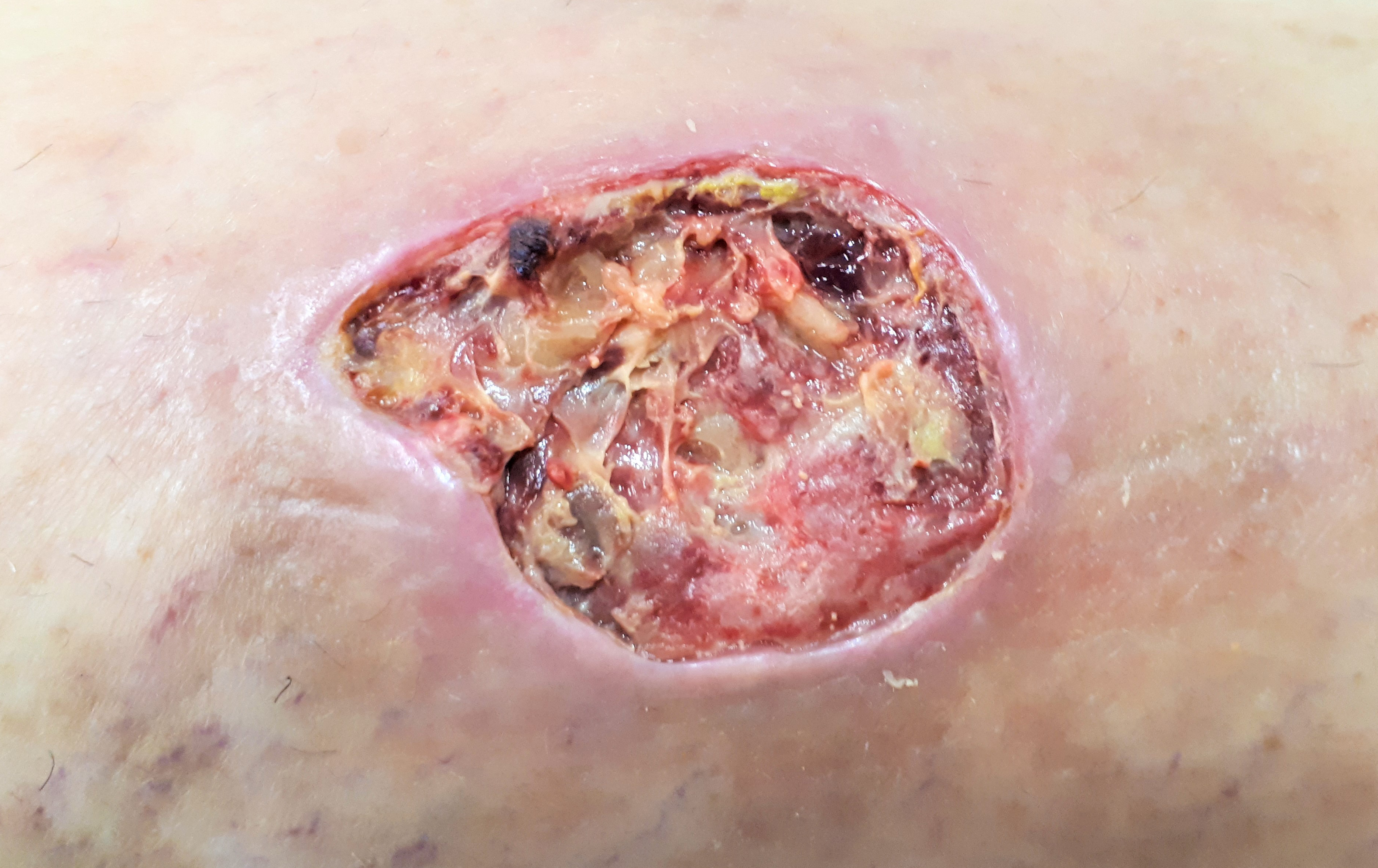
Úlcera varicosa de 45x30mm.

Conforme o sangue venoso se acumula a pele fica cada vez mais vermelha e escura nas partes mais inferiores do corpo. A pele começa a tornar-se grossa, seca, inchada e coçar. A maior parte dos casos é indolor, mas pode ser dolorosa. Conforme a pele apodrece, o pus se forma, surge um odor característico de carne podre. 

## Diagnóstico
Sua aparência, de ferida profunda com exsudato, é bastante característica. Comparar a pressão do braço com a pressão da perna, com o paciente sentado serve para verificar a insuficiência venosa (se uma é menos de 80% da outra). Uma ecografia dos vasos sanguíneos pode confirmar insuficiência das válvulas venosas.

## Tratamento

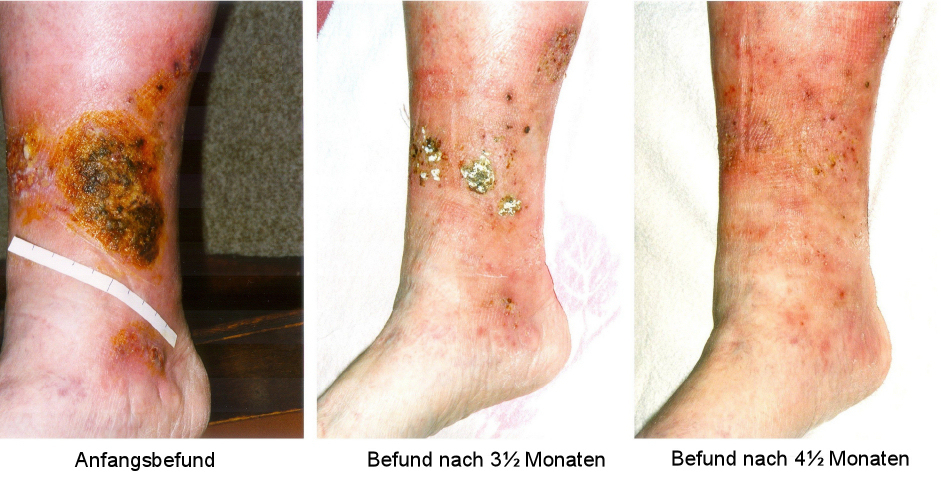
Úlcera inicial e sua evolução 3,5 meses e 4,5 meses depois do ínicio do tratamento.

Se o tratamento eficaz da insuficiência venosa não for feito, a úlcera não melhora espontaneamente, pode aumentar e novas úlceras podem aparecer..
Primeiro é necessário limpar as feridas com antisséptico, remover toda pele necrosada e cobrir a pele saudável com gases limpas. Levantar as partes afetadas (geralmente as pernas) e usar tecidos elásticos para comprimir o local (geralmente meias elásticas) previne novas úlceras e permite que elas se curem lentamente. Caminhar melhora a circulação das pernas, perder peso em caso de obesidade e parar de fumar também é recomendado. 
Debridamento cirúrgico, antibióticos locais, cirúrgia venosa, oxigênio hiperbárico e/ou pentoxifilina podem ser necessários em lesões extensas. Analgésicos típicos (AINES) melhoram a dor.